# Liste der Baudenkmäler in Hallstadt
Auf dieser Seite sind die Baudenkmäler in der oberfränkischen Stadt Hallstadt zusammengestellt. Diese Tabelle ist eine Teilliste der Liste der Baudenkmäler in Bayern. Grundlage ist die Bayerische Denkmalliste, die auf Basis des Bayerischen Denkmalschutzgesetzes vom 1. Oktober 1973 erstmals erstellt wurde und seither durch das Bayerische Landesamt für Denkmalpflege geführt wird. Die folgenden Angaben ersetzen nicht die rechtsverbindliche Auskunft der Denkmalschutzbehörde.
 Die Liste gibt den Fortschreibungsstand vom April 2022 wieder.

## Baudenkmäler nach Gemeindeteilen

### Hallstadt
| Lage                                                                          | Objekt                                    | Beschreibung | Akten-Nr.              | Bild           |
| ----------------------------------------------------------------------------- | ----------------------------------------- | --- | ---------------------- | -------------- |
| Am Sportplatz (Standort)                                                      | Wegkreuz                                  | Sandstein, 19. Jahrhundert; Abzweigung Am Sportplatz | D-4-71-140-35 Wikidata | weitere Bilder |
| Am Sportplatz 8 (Standort)                                                    | Hofanlage, sogenanntes Oberes Schlösschen | Palaisartiges Wohnhaus, massiver, zweigeschossiger Mansardwalmdachbau, 1728; Kleinhaus, massiver, eingeschossiger Walmdachbau, gleichzeitig; Remise, verputzt, Satteldach, gleichzeitig | D-4-71-140-1 Wikidata  | weitere Bilder |
| Am Sportplatz 8 (Standort)                                                    | Stadel                                    | Fachwerk, Satteldach, 18. Jahrhundert | D-4-71-140-1 Wikidata  | weitere Bilder |
| Am Sportplatz 8 (Standort)                                                    | Hofeinfahrt                               | zwei Sandsteinpfosten mit Kugeln | D-4-71-140-1 Wikidata  | weitere Bilder |
| An der Güßbacher Straße; B 4 (Standort)                                       | Bildstock                                 | Sandstein, ionische Säule, vierseitiger Aufsatz mit Muschelabschluss, barock, bezeichnet „1698“; am nördlichen Ortsausgang an der Straße nach Breitengüßbach | D-4-71-140-59 Wikidata | weitere Bilder |
| Bachgasse 21 (Standort)                                                       | Bauernhaus                                | Zweigeschossiger, giebelständiger Satteldachbau, Fachwerk, Hochlaube, 18./19. Jahrhundert, Giebel massiv erneuert | D-4-71-140-2 Wikidata  | weitere Bilder |
| Bahnhofstraße 1 (Standort)                                                    | Ehemaliges fürstbischöfliches Zollhaus    | Zweigeschossiger Satteldachbau, Obergeschoss und Giebel Zierfachwerk, 17./18. Jahrhundert, Erdgeschoss massiv verändert | D-4-71-140-3 Wikidata  | weitere Bilder |
| Bahnhofstraße 6 (Standort)                                                    | Wohnhaus                                  | Zweigeschossiger Walmdachbau, Werkstein mit Rokokodekor, Relief Maria vom Guten Rat, Mitte 18. Jahrhundert | D-4-71-140-4 Wikidata  | weitere Bilder |
| Bahnhofstraße 10 (Standort)                                                   | Wohnstallhaus                             | Eingeschossiger Wohnteil mit Satteldach, nachträglich versteinertes Erdgeschoss mit Lisenengestell gegliedert, 16. Jahrhundert | D-4-71-140-89 Wikidata | weitere Bilder |
| Bahnhofstraße 18 (Standort)                                                   | Ehemaliges Wohnstallhaus                  | Eingeschossiger giebelständiger Satteldachbau, Außenwände im späten 19. Jahrhundert und nach 1945 versteinert, rückwärtiger Giebel mit Laube, im Kern 16./17. Jahrhundert | D-4-71-140-94 Wikidata | weitere Bilder |
| Bahnhofstraße 20 (Standort)                                                   | Ackerbürgerhaus                           | Eingeschossig, giebelständig und verputzt, mit steilem Satteldach, Erdgeschoss nachträglich versteinert, Mitte 16. Jahrhundert | D-4-71-140-88 Wikidata | weitere Bilder |
| Bahnhofstraße 25 (Standort)                                                   | Ehemalige Königsmühle                     | Stattliches Mühlengebäude, massiver, zweigeschossiger Walmdachbau mit Eckpilastern, Anfang 19. Jahrhundert, Bogen des Mühlgangs bezeichnet „1828“ | D-4-71-140-6 Wikidata  | weitere Bilder |
| Bahnhofstraße 25 (Standort)                                                   | Schneidmühle                              | über dem Bachlauf | D-4-71-140-6 Wikidata  | weitere Bilder |
| Bahnhofstraße 28 (Standort)                                                   | Ehemaliges Forsthaus                      | Massiver, zweigeschossiger Walmdachbau, 1716 über älterem Kern | D-4-71-140-76 Wikidata | weitere Bilder |
| Bahnhofstraße 28 (Standort)                                                   | Walmdachstadel                            | groß, massiv, um 1700 | D-4-71-140-76 Wikidata | weitere Bilder |
| Bahnhofstraße 28 (Standort)                                                   | Tor                                       | | D-4-71-140-76 Wikidata | weitere Bilder |
| Bahnhofstraße 48 (Standort)                                                   | Kruzifix                                  | Holz, Blechverdachung, 19. Jahrhundert | D-4-71-140-7 Wikidata  | weitere Bilder |
| Bahnhofstraße 59 (Standort)                                                   | Katholische Kapelle St. Anna              | Sandsteinquaderbau mit Pilastergliederung, eingezogenem Chor und Satteldach, Dachreiter mit Zwiebelhaube und Laterne, 1703 von Bonaventura Rauscher; mit Ausstattung | D-4-71-140-8 Wikidata  | weitere Bilder |
| Bahnhofstraße 72 (Standort)                                                   | Bauernhof                                 | Wohnhaus, zweigeschossiger, gielebständiger Satteldachbau, Sandstein, spätklassizistisch | D-4-71-140-9 Wikidata  | weitere Bilder |
| Bahnhofstraße 72 (Standort)                                                   | Remise                                    | Sandstein, Satteldach, Mitte 19. Jh. | D-4-71-140-9 Wikidata  | weitere Bilder |
| Bahnhofstraße 72 (Standort)                                                   | Einfriedung                               | Toreinfahrt und Einfriedungsmauer gleichzeitig | D-4-71-140-9 Wikidata  | weitere Bilder |
| Bamberger Straße 9 (Standort)                                                 | Bauernhaus                                | Zweigeschossiger Traufseitbau mit Satteldach, überbauter Toreinfahrt, Eckpilastern und Fensterschürzen, klassizistisch, um 1800 | D-4-71-140-10 Wikidata | weitere Bilder |
| Bamberger Straße 13 (Standort)                                                | Wohnhaus                                  | Zweigeschossiger Walmdachbau, Fachwerkobergeschoss, 17./18. Jahrhundert, massives Erdgeschoss im 20. Jahrhundert durch Ladeneinbau verändert | D-4-71-140-11 Wikidata | weitere Bilder |
| Bamberger Straße 15 (Standort)                                                | Gasthof Georgenhof                        | Stattlicher, zweigeschossiger Traufseitbau mit hohem Walmdach, Fachwerk, Straßenfassade massiv und verputzt, 18./19. Jahrhundert | D-4-71-140-12 Wikidata | weitere Bilder |
| Bamberger Straße 24 (Standort)                                                | Bauernhaus                                | Eingeschossiger traufseitiger Satteldachbau, massiv und verputzt, korbbogige Toreinfahrt in der Mitte, bezeichnet „1845“ | D-4-71-140-13 Wikidata | weitere Bilder |
| Bamberger Straße 41 (Standort)                                                | Bauernhaus                                | Eingeschossiger, giebelständiger Mansardhalbwalmdachbau, korbbogiges Hoftor bezeichnet 1825; Nebenhaus, eingeschossiger, giebelständiger Mansardhalbwalmdachbau, erste Hälfte 19. Jahrhundert                                                                                                | D-4-71-140-14 Wikidata | Bauernhaus     |
| Bamberger Straße 89 (Standort)                                                | Bildstock                                 | Sandstein, Sockel mit Müllerzeichen, ionische Säule, vierseitiger Aufsatz mit Muschelabschluss, bezeichnet „1693“ | D-4-71-140-15 Wikidata | weitere Bilder |
| Bamberger Straße 93 (Standort)                                                | Ehemaliges Armenhaus                      | Massiver, zweigeschossiger Walmdachbau, verputzt, 1770, fürstbischöfliches Wappen 1773 | D-4-71-140-16 Wikidata | weitere Bilder |
| Bundesstraße 4 (Standort)                                                     | Brücke                                    | Einjochige, korbbogige Sandsteinquaderbrücke mit geschwungener Brüstungsabdeckung, um 1880 | D-4-71-140-79 Wikidata | Brücke         |
| Fischergasse 4 (Standort)                                                     | Wohnstallhaus                             | Eingeschossiger, giebelständiger Satteldachbau, Fachwerk, Mitte 18. Jahrhundert, Wohnteil Mitte 19. Jahrhundert massiv erneuert, 1913 Stallteil verlängert | D-4-71-140-77 Wikidata | weitere Bilder |
| Fischergasse 6 (Standort)                                                     | Bauernhaus                                | Zweigeschossiger Traufseitbau mit überbauter Toreinfahrt, Obergeschoss Fachwerk, Walmdach, zweite Hälfte 18. Jahrhundert, Erdgeschoss verändert | D-4-71-140-17 Wikidata | weitere Bilder |
| Fischergasse 12 (Standort)                                                    | Ackerbürgerhaus                           | Eingeschossig mit steilem Satteldach, Umfassungswände versteinert, vielleicht noch spätes 15. Jahrhundert | D-4-71-140-87 Wikidata | weitere Bilder |
| Johannesstraße 1 (Standort)                                                   | Friedhof                                  | 1828 hierher verlegt, Grabmäler 19./20. Jahrhundert | D-4-71-140-18 Wikidata | weitere Bilder |
| Johannesstraße 1 (Standort)                                                   | Friedhofskapelle                          | Sandsteinquader, Stufengiebel mit Giebelreiter, Satteldach, neugotisch, 1834 | D-4-71-140-18 Wikidata | weitere Bilder |
| Johannesstraße 1 (Standort)                                                   | Grabmal Schleibner                        | mit gemaltem Votivbild, 1898 von Kaspar Schleibner | D-4-71-140-18 Wikidata | weitere Bilder |
| Kemmerner Anger (Standort)                                                    | Wegkreuz                                  | Sandstein, Blechverdachung, bezeichnet „1874“ | D-4-71-140-85 Wikidata | Wegkreuz       |
| Kreutlizen (Standort)                                                         | I. Kreuzwegstation                        | Kreuzweg, 1. von 14 Kreuzwegstationen, Sandsteinrelief in gotisierender Bildnische mit Giebelbekrönung, 1890 durch Michael Stöcklein aus Hallstadt | D-4-71-140-80          | weitere Bilder |
| Vorderer Rauhberg (Standort)                                                  | II. Kreuzwegstation                       | Kreuzweg, 2. von 14 Kreuzwegstationen, Sandsteinrelief in gotisierender Bildnische mit Giebelbekrönung, 1890 durch Michael Stöcklein aus Hallstadt | D-4-71-140-80          | weitere Bilder |
| Vorderer Rauhberg (Standort)                                                  | III. Kreuzwegstation                      | Kreuzweg, 3. von 14 Kreuzwegstationen, Sandsteinrelief in gotisierender Bildnische mit Giebelbekrönung, 1890 durch Michael Stöcklein aus Hallstadt | D-4-71-140-80          | weitere Bilder |
| Kreuzberg (Standort)                                                          | IV. Kreuzwegstation                       | Kreuzweg, 4. von 14 Kreuzwegstationen, Sandsteinrelief in gotisierender Bildnische mit Giebelbekrönung, 1890 durch Michael Stöcklein aus Hallstadt | D-4-71-140-80          | weitere Bilder |
| Kreuzberg (Standort)                                                          | V. Kreuzwegstation                        | Kreuzweg, 5. von 14 Kreuzwegstationen, Sandsteinrelief in gotisierender Bildnische mit Giebelbekrönung, 1890 durch Michael Stöcklein aus Hallstadt | D-4-71-140-80          | weitere Bilder |
| Kreuzberg (Standort)                                                          | VI. Kreuzwegstation                       | Kreuzweg, 6. von 14 Kreuzwegstationen, Sandsteinrelief in gotisierender Bildnische mit Giebelbekrönung, 1890 durch Michael Stöcklein aus Hallstadt | D-4-71-140-80          | weitere Bilder |
| Kreuzberg (Standort)                                                          | VII. Kreuzwegstation                      | Kreuzweg, 7. von 14 Kreuzwegstationen, Sandsteinrelief in gotisierender Bildnische mit Giebelbekrönung, 1890 durch Michael Stöcklein aus Hallstadt | D-4-71-140-80          | weitere Bilder |
| Kreuzberg (Standort)                                                          | VIII. Kreuzwegstation                     | Kreuzweg, 8. von 14 Kreuzwegstationen, Sandsteinrelief in gotisierender Bildnische mit Giebelbekrönung, 1890 durch Michael Stöcklein aus Hallstadt | D-4-71-140-80          | weitere Bilder |
| Kreuzberg (Standort)                                                          | IX. Kreuzwegstation                       | Kreuzweg, 9. von 14 Kreuzwegstationen, Sandsteinrelief in gotisierender Bildnische mit Giebelbekrönung, 1890 durch Michael Stöcklein aus Hallstadt | D-4-71-140-80          | weitere Bilder |
| Kreuzberg (Standort)                                                          | X. Kreuzwegstation                        | Kreuzweg, 10. von 14 Kreuzwegstationen, Sandsteinrelief in gotisierender Bildnische mit Giebelbekrönung, 1890 durch Michael Stöcklein aus Hallstadt | D-4-71-140-80          | weitere Bilder |
| Kreuzberg (Standort)                                                          | XI. Kreuzwegstation                       | Kreuzweg, 11. von 14 Kreuzwegstationen, Sandsteinrelief in gotisierender Bildnische mit Giebelbekrönung, 1890 durch Michael Stöcklein aus Hallstadt | D-4-71-140-80          | weitere Bilder |
| Kreuzberg (Standort)                                                          | Pavillon, XII. Kreuzwegstation            | Sandstein, achteckige Säulen, Zeltdach, 1838, darin Kreuzigungsgruppe, Sandstein, 1890 von Michael Stöcklein aus Hallstadt | D-4-71-140-80 Wikidata | weitere Bilder |
| Kreuzberg (Standort)                                                          | XIII. Kreuzwegstation                     | Kreuzweg, 13. von 14 Kreuzwegstationen, Sandsteinrelief in gotisierender Bildnische mit Giebelbekrönung, 1890 durch Michael Stöcklein aus Hallstadt | D-4-71-140-80          | weitere Bilder |
| Kreuzberg (Standort)                                                          | XIV. Kreuzwegstation                      | Kreuzweg, 14. von 14 Kreuzwegstationen, Sandsteinrelief in gotisierender Bildnische mit Giebelbekrönung, 1890 durch Michael Stöcklein aus Hallstadt | D-4-71-140-80          | weitere Bilder |
| Lichtenfelser Straße 1 (Standort)                                             | Scheune                                   | Scheune, syn. Stadel, syn. Scheuer; Scheune, eingeschossiger satteldachgedeckter Fachwerkbau, 18. Jh. | D-4-71-140-92          | weitere Bilder |
| Lichtenfelser Straße 5 (Standort)                                             | Wohnhaus                                  | Zweigeschossiger Walmdachbau mit Pilastergliederung, 18./19. Jahrhundert, im 20. Jahrhundert durch Ladeneinbau verändert | D-4-71-140-22 Wikidata | weitere Bilder |
| Lichtenfelser Straße 9 (Standort)                                             | Bauernhaus                                | Zweigeschossiger, giebelständiger Halbwalmdachbau, Pilastergliederung, Giebel Fachwerk, 17.–19. Jahrhundert | D-4-71-140-24 Wikidata | weitere Bilder |
| Lichtenfelser Straße 11 (Standort)                                            | Wohnhaus                                  | Zweigeschossiger Traufseitbau, im Kern Fachwerk, Walmdach, wohl 18. Jahrhundert | D-4-71-140-25 Wikidata | weitere Bilder |
| Lichtenfelser Straße 11 (Standort)                                            | Hausmadonna                               | 18. Jahrhundert | D-4-71-140-25 Wikidata | weitere Bilder |
| Lichtenfelser Straße 34 (Standort)                                            | Bauernhaus                                | Eingeschossiger Satteldachbau mit Ecklisenen, traufständig, Ende 18. Jahrhundert | D-4-71-140-27 Wikidata | weitere Bilder |
| Lichtenfelser Straße 35 (Standort)                                            | Gasthof Adler                             | Massiver, zweigeschossiger Traufseitbau mit genuteten Ecklisenen und Brüstungsfeldern, Mansardwalmdach, um 1790/1800 | D-4-71-140-28 Wikidata | weitere Bilder |
| Lichtenfelser Straße 35 (Standort)                                            | Hofeinfahrt                               | Mauer mit zwei Sandsteinpfosten | D-4-71-140-28 Wikidata | weitere Bilder |
| Lichtenfelser Straße 37 (Standort)                                            | Bauernhaus                                | Zweigeschossiger Walmdachbau, Mitte 19. Jahrhundert, Fenstergewände mit Putzrahmen, Anfang 20. Jahrhundert | D-4-71-140-29 Wikidata | weitere Bilder |
| Lichtenfelser Straße 42 (Standort)                                            | Bauernhof                                 | Wohnhaus, massiver, eingeschossiger Satteldachbau, giebelständig | D-4-71-140-30 Wikidata | weitere Bilder |
| Lichtenfelser Straße 42 (Standort)                                            | Stadel                                    | massiver Satteldachbau | D-4-71-140-30 Wikidata | weitere Bilder |
| Lichtenfelser Straße 42 (Standort)                                            | Hofeinfahrt                               | erste Hälfte 19. Jahrhundert | D-4-71-140-30 Wikidata | weitere Bilder |
| Lichtenfelser Straße 51 (Standort)                                            | Wohnstallhaus                             | Eingeschossiger, giebelständiger Satteldachbau, 18. Jahrhundert | D-4-71-140-32 Wikidata | weitere Bilder |
| Lichtenfelser Straße, bei Nr. 69 (Standort)                                   | Bildhäuschen, sogenannte Reitermarter     | Sandstein, am Sockel Relief mit Reiter, Aufsatz mit Muschelnische, darin Pietà, bezeichnet „1612“ | D-4-71-140-34 Wikidata | weitere Bilder |
| Mainstraße (Standort)                                                         | Wegkreuz                                  | Sandstein, 19. Jahrhundert | D-4-71-140-36          | weitere Bilder |
| Mainstraße 30 (Standort)                                                      | Gasthaus Bären                            | Stattlicher, zweigeschossiger Walmdachbau mit Eckpilastern und Gurtgesims, erste Hälfte 19. Jahrhundert | D-4-71-140-37 Wikidata | weitere Bilder |
| Mainstraße 48 (Standort)                                                      | Bauernhaus                                | Eingeschossiger, giebelständiger Fachwerkbau, verputzt, steiles Satteldach, um 1600 | D-4-71-140-38 Wikidata | weitere Bilder |
| Marktplatz (Standort)                                                         | Marktbrunnen                              | Oktogonale Brunnensäule mit Zinnenbekrönung und oktogonales Brunnenbecken, neugotisch, 1848/49 von Architekt Vogler; 1953 Sandsteinbecken erneuert | D-4-71-140-52 Wikidata | weitere Bilder |
| Marktplatz 1 (Standort)                                                       | Gasthaus Löwen                            | Stattlicher, zweigeschossiger Traufseitbau, Fachwerkobergeschoss und Krüppelwalmdach, 17. Jahrhundert, bezeichnet „1502“ | D-4-71-140-39 Wikidata | weitere Bilder |
| Marktplatz 2 (Standort)                                                       | Rathaus                                   | Dreigeschossiger Sandsteinquaderbau, Obergeschosse und Giebel verputzt, Satteldach, Ende 16. Jahrhundert mit Erneuerungen, bezeichnet „1580“, „1862“, „1952“ | D-4-71-140-40 Wikidata | weitere Bilder |
| Marktplatz 4 (Standort)                                                       | Sogenanntes ehemaliges Badhaus            | Zweigeschossiger Schopfwalmdachbau, Obergeschoss Fachwerk, 16./17. Jahrhundert, Erdgeschoss zum Teil massiv erneuert und durch Ladeneinbau verändert | D-4-71-140-41 Wikidata | weitere Bilder |
| Marktplatz 4 (Standort)                                                       | Torbogen                                  | Sandstein, bezeichnet „1736“ | D-4-71-140-41 Wikidata | weitere Bilder |
| Marktplatz 5 (Standort)                                                       | Ehemalige Marktmühle                      | Zweigeschossiger Walmdachbau, Erdgeschoss in Werkstein, Tordurchfahrt mit diamantierten Quadern, Fachwerkobergeschoss, bezeichnet „1688“ und „1696“. | D-4-71-140-42 Wikidata | weitere Bilder |
| Marktplatz 6 (Standort)                                                       | Katholische Pfarrkirche St. Kilian        | Dreischiffige Hallenkirche mit eingezogenem Chor und Satteldach, viergeschossiger Chorseitenturm mit Spitzhelm und Sakristeianbau, 14. Jahrhundert (Turm), 1425 (d), Langhaus und Sakristei 1450–78, Erweiterung um ein Westjoch 1932 durch Ludwig Fuchsenberger; mit Ausstattung            | D-4-71-140-43 Wikidata | weitere Bilder |
| Marktplatz 6 (Standort)                                                       | Kriegerdenkmal                            | Sandstein, Kreuzigungsgruppe auf querovaler Abmauerung, um 1920/30, erweitert um Hinweis auf den Zweiten Weltkrieg | D-4-71-140-53 Wikidata | weitere Bilder |
| Marktplatz 7 (Standort)                                                       | Wohnhaus                                  | Traufseitiger Satteldachbau mit Eckpilastern, Anfang 19. Jahrhundert | D-4-71-140-44 Wikidata | weitere Bilder |
| Marktplatz 9 (Standort)                                                       | Ehemaliges Kanzlerhaus, heute Gasthaus    | Zweigeschossiger Halbwalmdachbau, massiv und verputzt, giebelständig, um 1800, Erdgeschoss stark verändert | D-4-71-140-45 Wikidata | weitere Bilder |
| Marktplatz 11 (Standort)                                                      | Ehemaliges fürstbischöfliches Amtshaus    | Stattlicher, zweigeschossiger Traufseitbau mit Eckpilastern, Gurtgesims und geohrten Fenstergewänden mit Brüstungsfeldern, Mittelzone in Werkstein, hier Tordurchfahrt, nach 1726 von Johann und Justus Heinrich Dientzenhofer, Ausstattung mit Stuck und Fresken 1764/66 durch Jakob Turwan | D-4-71-140-46 Wikidata | weitere Bilder |
| Marktplatz 11 (Standort)                                                      | Befestigungsreste                         | | D-4-71-140-46 Wikidata | BW             |
| Marktplatz 11 (Standort)                                                      | Rückgebäude                               | an der westlichen Parzellengrenze, 18. Jh. | D-4-71-140-46 Wikidata | BW             |
| Nähe An der Stadtmauer (Standort)                                             | Hausgarten                                | 18. Jahrhundert | D-4-71-140-46 Wikidata | BW             |
| Nähe An der Stadtmauer (Standort)                                             | Gartenmauer                               | 18. Jahrhundert | D-4-71-140-46 Wikidata | weitere Bilder |
| Nähe An der Stadtmauer (Standort)                                             | Gartenhaus                                | Massiv, Pyramidendach, 18. Jahrhundert; jenseits des ehemaligen Grabens | D-4-71-140-46 Wikidata | weitere Bilder |
| Marktplatz 12; Nähe Marktplatz (Standort)                                     | Katholische Pfarrhaus                     | Zweigeschossiger, massiver Satteldachbau, im Kern 1665/67, 1910 umgebaut; Fachwerkremise, Satteldach, 18. Jahrhundert; Pfarrgarten, 17. Jahrhundert; Ummauerung mit Toreinfahrt, im Kern 17. Jahrhundert                                                                                     | D-4-71-140-47 Wikidata | weitere Bilder |
| Marktplatz 13 (Standort)                                                      | Bauernhaus, sogenanntes Marktbeckenhaus   | Traufständiger Satteldachbau, Erdgeschoss Sandsteinquader und überbaute Hofeinfahrt, Fachwerkobergeschoss, 1721 von Hans Hofmann | D-4-71-140-48 Wikidata | weitere Bilder |
| Marktplatz 15 (Standort)                                                      | Wohnhaus                                  | Zweigeschossiges, traufseitiges Satteldachhaus, Fachwerk verputzt, 1531/32 (d), Überformungen im 18. Jahrhundert mit Rückgebäude, Fachwerk, 1701/02 und 1706/12 (d) | D-4-71-140-49 Wikidata | weitere Bilder |
| Marktplatz 21 (Standort)                                                      | Wohnhaus                                  | Massiver, zweigeschossiger Walmdachbau, verputzt, erste Hälfte 19. Jahrhundert | D-4-71-140-50 Wikidata | weitere Bilder |
| Marktplatz; Mühlbach (Standort)                                               | Ehemalige Kiliansbrücke                   | Mit Sandsteinfiguren auf geschwungenen Postamenten zu beiden Seiten der Straße, heiliger Kilian, erstes Drittel 18. Jahrhundert und heiliger Johann Nepomuk, bezeichnet „1755“, beide von Anton Weydlich                                                                                     | D-4-71-140-51 Wikidata | weitere Bilder |
| Motschenweg; Unterer Kaiweg (Standort)                                        | Wegkreuz                                  | Sandstein, Sockel mit Voluten und Segmentgiebeln, bezeichnet „1910“ | D-4-71-140-86 Wikidata | Wegkreuz       |
| Mühlhofstraße 1 (Standort)                                                    | Skulptur heiliger Johann Nepomuk          | Sandstein, um 1750; bei Nr. 1 | D-4-71-140-54 Wikidata | weitere Bilder |
| Mühlhofstraße 3 (Standort)                                                    | Mainschlösschen                           | Landschloss; massiver, zweigeschossiger Mansardwalmdachbau mit zwei Eckpavillons, verputzt, mit Eckpilastern, 1735 von Balthasar Neumann | D-4-71-140-55 Wikidata | weitere Bilder |
| Mühlhofstraße 3 (Standort)                                                    | Fachwerkstadel                            | Mit basilikalem Querschnitt, 1735 | D-4-71-140-55 Wikidata | weitere Bilder |
| Mühlhofstraße 3 (Standort)                                                    | Remise                                    | Fachwerk, Satteldach, 1735 | D-4-71-140-55 Wikidata | BW             |
| Mühlhofstraße 3 (Standort)                                                    | Gartentor                                 | Schmiedeeisen, Mitte 18. Jahrhundert | D-4-71-140-55 Wikidata | BW             |
| Mühlhofstraße 3 (Standort)                                                    | Schlosspark                               | | D-4-71-140-55 Wikidata | BW             |
| Mühlhofstraße 11 (Standort)                                                   | Bildstock                                 | Sandstein, Rundschaft, vierseitiger Aufsatz mit halbrunder Giebelbedachung und Steinkreuz, 18. Jahrhundert, 1939 renoviert; Hochwasserdamm Am Gründleinsbach | D-4-71-140-56 Wikidata | weitere Bilder |
| Nähe Am Vesperbild, bei Nr. 1 (Standort)                                      | Bildstock                                 | Sandstein, ionischer Säulenschaft mit vierseitigem Aufsatz und leeren Bildnischen mit Muschelabschluss, barock, um 1690 | D-4-71-140-57 Wikidata | weitere Bilder |
| Nähe Bahnhofstraße (Standort)                                                 | Bachgassenbrunnen                         | Ziehbrunnen, zwei Sandsteinpfeiler und Satteldach, bezeichnet „1548“ und „1900“, bzw. „1602“ und „1681“; gegenüber Nr. 20 | D-4-71-140-5 Wikidata  | weitere Bilder |
| Abzweigung Am Kemmerner Weg (Standort)                                        | Wegkreuz                                  | Auf Altarsockel, Sandstein, 19. Jahrhundert; neben Nr. 33 | D-4-71-140-26 Wikidata | weitere Bilder |
| Nähe Kilianstraße; bei Nr. 46 (Standort)                                      | Bildstock                                 | Sandstein, glatter Schaft, vierseitiger Aufsatz, Abdachung mit Giebelchen, bezeichnet „1774“ | D-4-71-140-21 Wikidata | weitere Bilder |
| Pelzfeld; am Fußweg nach Kemmern, Hochwasserdamm Am Gründleinsbach (Standort) | Bildstock                                 | Sandstein, korinthische Säule, vierseitiger Aufsatz mit Giebelabschluss und bekrönendem Eisenkreuz, frühbarock; renoviert 1933 | D-4-71-140-62 Wikidata | Bildstock      |
| Seebachmarter; westlich vom Ort, in der Flur „Steinlachen“ (Standort)         | Bildhäuschen                              | Giebelbedachung, Eisenkreuz | D-4-71-140-60 Wikidata | weitere Bilder |
| Östlich vom Ort in den „Stöckigtwiesen“ (Standort)                            | Bildstock, sogenannte Eisenbahnmarter     | Ionische Säule, vierseitiger Aufsatz mit rundbogiger Giebelbedachung, neubarock, bezeichnet „1907“ | D-4-71-140-61 Wikidata | weitere Bilder |

### Dörfleins
| Lage                               | Objekt                                       | Beschreibung | Akten-Nr.              | Bild           |
| ---------------------------------- | -------------------------------------------- | --- | ---------------------- | -------------- |
| Dörfleinser Straße 58 (Standort)   | Maria Immaculata                             | Sandsteinfigur auf Podest, zweite Hälfte 19. Jahrhundert | D-4-71-140-83 Wikidata | BW             |
| Dörfleinser Straße 61 (Standort)   | Bauernhaus                                   | Eingeschossiger, giebelständiger Schopfwalmdachbau, im Kern Fachwerk, verputzt, Fensterschürzen, Anfang 19. Jahrhundert                                                                                       | D-4-71-140-66 Wikidata | weitere Bilder |
| Dörfleinser Straße 68 (Standort)   | Kruzifix mit Sockel                          | Bezeichnet 1923; vor Nr. 68 | D-4-71-140-67 Wikidata | weitere Bilder |
| Hirtenstraße (Standort)            | Bildstock                                    | Rundschaft, vierseitiger Aufsatz mit Schneckenspiralen und überhöhtem Muschelabschluss, zweifaches Eisenkreuz, 1650, erneuert 1968, Bronzerelief modern; an der Einmündung der Dammstraße in die Hirtenstraße | D-4-71-140-74 Wikidata | weitere Bilder |
| Im Mönchsholz (Standort)           | Bildstock, sogenannte Hacho-Marter           | Rundschaft und vierseitiger Aufsatz mit flachen Giebelbedachungen, zweite Hälfte 16. Jahrhundert, bezeichnet „1828“, „1946“ und „1973“; Mönchsholzweg, in ehemaligen Weinberg jenseits des Mains              | D-4-71-140-73 Wikidata | weitere Bilder |
| Kühanger (Standort)                | Bildstock                                    | Schaft und vierseitiger Aufsatz mit kielbogenförmiger Bedachung, gotisch, bezeichnet „1510“; beim Weiher | D-4-71-140-69 Wikidata | weitere Bilder |
| Mainleite 3 (Standort)             | Bildstock                                    | Sandstein, ionische Säule, Aufsatz mit Muschelabschluss, bezeichnet „1699“. | D-4-71-140-78 Wikidata | weitere Bilder |
| Nähe Dörfleinser Straße (Standort) | Kellerhaus                                   | Massiver, eingeschossiger Walmdachbau, verputzt, um 1800; Dörfleinser Straße am westlichen Ortsausgang | D-4-71-140-72 Wikidata | weitere Bilder |
| Nähe Dörfleinser Straße (Standort) | Tabernakelbildstock, sogenannte Wettermarter | Sandstein, vierseitiger Aufsatz mit Pyramidendach und Fialen, in der Nische Kreuzgruppe, Schmerzensmann und Muttergottes, Inschrift, spätgotisch, bezeichnet „1361“, „1608“, „1703“ und „1914“; bei Nr. 25.   | D-4-71-140-64 Wikidata | weitere Bilder |
| Ritzmann (Standort)                | Bildstock, sogenannte Ritzmann-Marter        | Viereckiger gemauerter Schaft mit vierseitigem Aufsatz, drei Rundbogennischen, blechernes Prankenkreuz, bezeichnet „1856“                                                                                     | D-4-71-140-84 Wikidata | weitere Bilder |
| Schulstraße 6 (Standort)           | Katholische Filialkirche St. Ursula          | Saalbau mit eingezogenem Chor, Satteldach, Dachreiter mit Zwiebelhaube, mittelalterlich, 1722 und 1827 erweitert; mit Ausstattung                                                                             | D-4-71-140-63 Wikidata | weitere Bilder |
| Weiherstraße 3 (Standort)          | Kruzifix                                     | Sandstein, 19. Jahrhundert; vor Nr. 3. | D-4-71-140-68 Wikidata | weitere Bilder |
| Zehntstraße 1 (Standort)           | Kruzifix                                     | Bezeichnet 1899; bei Nr. 3, Kreuzung Schulstraße/Dörfleinser Straße | D-4-71-140-71 Wikidata | weitere Bilder |
| Zehntstraße 2 (Standort)           | Wohnhaus                                     | Zweigeschossiger Walmdachbau mit Eckpilastern und Fensterschürzen; Relief der Heiligen Dreifaltigkeit; um 1800                                                                                                | D-4-71-140-70 Wikidata | weitere Bilder |

## Ehemalige Baudenkmäler
In diesem Abschnitt sind Objekte aufgeführt, die früher einmal in der Denkmalliste eingetragen waren, jetzt aber nicht mehr. Objekte, die in anderem Zusammenhang also z. B. als Teil eines Baudenkmals weiter eingetragen sind, sollen hier nicht aufgeführt werden. Aktennummern in diesem Abschnitt sind ehemalige, jetzt nicht mehr gültige Aktennummern.

| Lage                                         | Objekt           | Beschreibung | Akten-Nr.              | Bild |
| -------------------------------------------- | ---------------- | --- | ---------------------- | ---- |
| Hallstadt Lichtenfelser Straße 53 (Standort) | Zugehörig Stadel | Halbwalmdach, 16./17. Jahrhundert                                                                                                 | D-4-71-140-33 Wikidata | BW   |
| Hallstadt Valentinstraße 23 (Standort)       | Wohnstallhaus    | Eingeschossiger, giebelständiger Satteldachbau, Erdgeschoss mit Ecklisenen nachträglich versteinert, erste Hälfte 18. Jahrhundert | D-4-71-140-93 Wikidata | BW   |